# Bagrichthys macracanthus
Bagrichthys macracanthus és una espècie de peix de la família dels bàgrids i de l'ordre dels siluriformes.

## Morfologia
- Els mascles poden assolir 25 cm de longitud total.[1][2]

## Reproducció
Té lloc al començament de l'estació de les pluges.

## Alimentació
Menja detritus vegetals, crustacis i d'altres animals bentònics.

## Hàbitat
És un peix d'aigua dolça i de clima tropical (20 °C-25 °C).

## Distribució geogràfica
Es troba a Àsia: des de Tailàndia fins a Indonèsia.

## Ús comercial
És venut fresc.